# Consistórios de Leão XII
O Papa Leão XII (1823–1829) criou 25 cardeais em oito consistórios

## 3 de maio de 1824
Ambos os novos cardeais receberam seus títulos em 24 de maio de 1824
1. Giovanni Battista Bussi, Jr (1755-1844)
2. Bonaventura Gazzola, O.F.M. (1744-1832)

## 27 de setembro de 1824
1. Karl Kajetan von Gaisruck (1769-1846)
2. Patrício da Silva, O.S.A. (1756-1840)
3. Teresio Maria Carlo Vittorio Ferrero della Marmora (1757-1831)

## 20 de dezembro de 1824
1. Pedro Inguanzo Rivero (1764-1836)

### in pectore
1. Ludovico Micara, O.F.M.Cap. (1775-1847) (publicado em 13 de março de 1826)

## 21 de março de 1825
1. Gustav Maximilian von Croÿ (1773-1844)

### in pectore
1. Bartolomeo Alberto Cappellari, O.S.B.Cam. (1765-1846) (publicado em 13 de março de 1826) tornou-se Papa Gregório XVI em 2 de fevereiro de 1831

## 13 de março de 1826
1. Jean-Baptist-Marie-Anne-Antoine de Latil (1761-1839)
2. Francisco Javier de Cienfuegos e Jovellanos (1766-1847)

### ReveladoIn Pectore
1. Ludovico Micara, O.F.M.Cap. (1775-1847) (in pectore 20 de dezembro de 1824)
2. Bartolomeo Alberto Cappellari, O.S.B.Cam. (1765-1846) (criado em pectore 21 de março de 1825) tornou-se Papa Gregório XVI em 2 de fevereiro de 1831

## 2 de outubro de 1826
1. Giacomo Giustiniani (1769-1843)
2. Vincenzo Macchi (1770-1860)
3. Giacomo Filippo Fransoni (1775-1856)
4. Tommaso Bernetti (1779-1852)

### in pectore
1. Pietro Caprano (1759-1834) (publicado em 15 de dezembro de 1828)
2. Alexander Rudnay (1760-1831) (publicado em 15 de dezembro de 1828)
3. Benedetto Colonna Barberini di Sciarra (1788-1863) (publicado em 15 de dezembro de 1828)
4. Giovanni Antonio Benvenuti (1765-1838) (publicado em 15 de dezembro de 1828)
5. Giovanni Francesco Marazzani Visconti (1755-1829) (publicado em 15 de dezembro de 1828)
6. Belisario Cristaldi (1764-1831) (publicado em 15 de dezembro de 1828)

## 25 de junho de 1827
Todos os novos cardeais receberam seus títulos em 17 de setembro de 1827
1. Ignazio Nasalli-Ratti (1750-1831)
2. Joachim-Jean-Xavier d'Isoard (1766-1839)

## 15 de dezembro de 1828
Todos os novos cardeais receberam seus títulos em 21 de maio de 1829. O Papa Leão XII também quis oferecer o barrete vermelho a Timoteo Maria Ascensi, O.C.D., bispo de Osimo e Cingoli, mas o prelado morreu em 6 de dezembro de 1828.
1. Antonio Domenico Gamberini (1760-1841)
2. Juan Francisco Marco y Catalán (1771-1841)

### ReveladoIn Pectore
1. Pietro Caprano (1759-1834) (em pectore 2 de outubro de 1826)
2. Alexander Rudnay (1760-1831) (em pectore em 2 de outubro de 1826)
3. Benedetto Colonna Barberini di Sciarra (1788-1863) (em pectore 2 de outubro de 1826)
4. Giovanni Antonio Benvenuti (1765-1838) (em pectore 2 de outubro de 1826)
5. Giovanni Francesco Marazzani Visconti (1755-1829) (em pectore 2 de outubro de 1826)
6. Belisario Cristaldi (1764-1831) (em pectore em 15 de dezembro de 1828)